# Spring Hill (Florida)
Spring Hill es un lugar designado por el censo ubicado en el condado de Hernando en el estado estadounidense de Florida. En el Censo de 2010 tenía una población de 98.621 habitantes y una densidad poblacional de 611,62 personas por km².

## Geografía
Spring Hill se encuentra ubicado en las coordenadas 28°28′45″N 82°31′47″O / 28.47917, -82.52972. Según la Oficina del Censo de los Estados Unidos, Spring Hill tiene una superficie total de 161.24 km², de la cual 154.9 km² corresponden a tierra firme y (3.94%) 6.35 km² es agua.

## Demografía
Según el censo de 2010, había 98.621 personas residiendo en Spring Hill. La densidad de población era de 611,62 hab./km². De los 98.621 habitantes, Spring Hill estaba compuesto por el 88.1% blancos, el 5.11% eran afroamericanos, el 0.36% eran amerindios, el 1.4% eran asiáticos, el 0.04% eran isleños del Pacífico, el 2.53% eran de otras razas y el 2.46% pertenecían a dos o más razas. Del total de la población el 13.57% eran hispanos o latinos de cualquier raza.